# Fronteiras do Brasil
As fronteiras do Brasil são as fronteiras internacionais que o Brasil compartilha com os países vizinhos. O Brasil tem fronteiras com dez países, todos os países da América do Sul, com exceção do Chile e do Equador, totalizando 16 885 quilômetros. O Brasil tem a terceira maior fronteira terrestre do mundo, atrás da China e da Rússia.
Os comprimentos das fronteiras que o Brasil compartilha com diferentes países, em sentido anti-horário em todo o Brasil, desde a Guiana Francesa até o Uruguai, estão listados abaixo:
| País                     | Comprimento (km) | Estados brasileiros fronteiriços             | Recursos de fronteira                                                                                        | Travessias de fronteira |
| ------------------------ | ---------------- | -------------------------------------------- | --- | --- |
| Argentina                | 1 261            | Paraná Rio Grande do Sul Santa Catarina      | Rio Uruguai Rio Peperi-Guaçu Rio Santo Antônio Cataratas do Iguaçu Rio Iguaçu                                | 1. Ponte Internacional da Fraternidade 2. Ponte Internacional da Integração 3. Ponte Internacional Uruguaiana-Paso de los Libres 4. Ponte Internacional Peperi Guaçu 5. A cidade argentina adjacente Bernardo de Irigoyen e a cidade brasileira Dionísio Cerqueira 6. Ponte Internacional sobre o Rio Santo Antônio 7. Uma ponte sem nome sobre o rio San Antonio, ligando a cidade brasileira de Santo Antônio do Sudoeste e a cidade argentina de San Antonio (ver também Fronteira Argentina–Brasil) |
| Bolívia                  | 3 423            | Acre Mato Grosso Mato Grosso do Sul Rondônia | Rio Guaporé Rio Paraguai Canal Tamengo Lago Mandioré Rio Madeira Rio Mamoré Rio Abunã Rio Acre               | A Ponte Binacional Wilson Pinheiro liga a cidade boliviana de Cobija à cidade brasileira de Brasiléia (ver também Fronteira Bolívia–Brasil) |
| Colômbia                 | 1 644            | Amazonas                                     | Rio Içá Rio Japurá Rio Apaporis Rio Traíra Rio Papurí Rio Uaupés Rio Içana Rio Cuiari Rio Negro Rio Amazonas | A Avenida da Amizade conecta a cidade brasileira de Tabatinga à cidade colombiana de Letícia (ver também Fronteira Brasil–Colômbia) |
| França (Guiana Francesa) | 730              | Amapá                                        | Rio Oiapoque                                                                                                 | Ponte Binacional Franco-Brasileira (ver também Fronteira Brasil-França) |
| Guiana                   | 1 606            | Pará Roraima                                 | Rio Tacutu Rio Maú                                                                                           | Ponte do Rio Tacutu (ver também Fronteira Brasil–Guiana) |
| Paraguai                 | 1 365            | Mato Grosso do Sul Paraná                    | Rio Paraguai Rio Paraná Rio Apa Usina de Itaipu                                                              | 1. Ponte Internacional da Amizade 2. A vizinha cidade brasileira de Foz do Iguaçu e a cidade paraguaia Ciudad del Este (ver também Fronteira Brasil-Paraguai) |
| Peru                     | 2 995            | Acre Amazonas                                | Rio Acre Rio Javari Rio Juruá Rio Amazonas Rio Santa Rosa Rio Purus Paralelo 10 S                            | Ponte da Integração Brasil–Peru (ver também Fronteira Brasil-Peru) |
| Suriname                 | 593              | Amapá Pará                                   | | (ver também Fronteira Brasil–Suriname) |
| Uruguai                  | 1 068            | Rio Grande do Sul                            | Rio Uruguai Arroio Chuí Lagoa Mirim Rio Jaguarão Rio São Luis Rio Quaraí Rio Negro                           | 1. Ponte Internacional Barão de Mauá 2. As cidades adjacentes do Chuí (no lado brasileiro) e Chuy (no lado uruguaio) 3. As cidades brasileira e Uruguaia denominadas Aceguá 4. A cidade uruguaia adjacente Rivera e a cidade brasileira Santana do Livramento 5. A Ponte Internacional da Concórdia sobre o rio Quaraí conectando a cidade uruguaia de Artigas e a cidade brasileira de Quaraí 6. Ponte Internacional Bella Unión - Barra do Quaraí - Ponte sobre o rio Quaraí ligando a cidade brasileira de Barra do Quaraí e a cidade uruguaia Bella Unión que fica a cerca de 7 km da fronteira. (ver também Fronteira Brasil-Uruguai) |
| Venezuela                | 2 200            | Amazonas Roraima                             | Rio Negro | Rodovia BR-174 perto da cidade brasileira de Pacaraima (ver também Fronteira Brasil-Venezuela) |

## Disputas de fronteira

### Com a Bolívia
- Ilha de Guajará-mirim (nome brasileiro), ou Isla Suárez (nome boliviano), uma ilha fluvial no rio Mamoré é reivindicada tanto pela Bolívia quanto pelo Brasil.

### Com o Uruguai
- Uma região triangular, chamada Rincão de Artigas em português, é reivindicada tanto pelo Uruguai quanto pelo Brasil. A disputa é devido a um desacordo sobre qual fluxo deve ser chamado de Arroyo de la Invernada e formar a fronteira oficial entre os dois países.
- Ilha Brasileira, uma ilha fluvial na junção do rio Quaraí e o rio Uruguai, na fronteira entre Argentina, Brasil e Uruguai é reivindicada por ambos Uruguai e Brasil.